# Nikolai Grigorjewitsch Zyganow
Nikolai Grigorjewitsch Zyganow (russisch Николай Григорьевич Цыганов, wiss. Transliteration Nikolaj Grigor'evič Cyganov, auch Nikolay Tsyganov; geboren 1797 in Sankt Petersburg, Russisches Kaiserreich; gestorben 30. Novemberjul. / 12. Dezember 1832greg. in Moskau) war ein russischer Dichter, Sänger und Schauspieler. Als begeisterter Folklore-Sammler wurde Zyganow als Autor und Interpret seiner eigenen Lieder bekannt, von denen einige (wie das im Deutschen unter dem Titel Der rothe Sarafan bekannte (Ne schei ty mne, matuschka, krasny sarafan russisch Не шей ты мне, матушка, красный сарафан, wiss. Transliteration Ne šej ty mne, matuška, krasnyj sarafan)) später als echte russische Volkslieder galten. Die vom Autor zusammengestellten russischen Lieder wurden 1834 posthum veröffentlicht.
Viele seiner Dichtungen wurden von namhaften Komponisten vertont, darunter Warlamow, Werstowski, Tschaikowski und Rachmaninow.
Eine große Anzahl der Texte des Dichters ist nicht erhalten geblieben: Es ist möglich, dass zu den Liedern, deren Urheberschaft nicht festgestellt wurde, auch die Lieder von Zyganow gehören.
Seine Gedichte fanden Aufnahme in der Bibliothek der Weltliteratur (Chudoschestwennaja literatura).

## Gedichte (Auswahl)
- Krasny sarafan (russisch Красный сарафан, wiss. Transliteration Krasnyj sarafan[4])
- Och, bolit da schtschemit retiwo serdetschko (russisch Ох, болит да щемит ретиво сердечко, wiss. Transliteration Och, bolit da ščemit retivo serdečko)
- Tschto ty rano, trawuschka, poscheltela (russisch Что ты рано, травушка, пожелтела, wiss. Transliteration Čto ty rano, travuška, poželtela)
- Pri dolinuschke berjosa (russisch При долинушке берёза, wiss. Transliteration Pri dolinuške berëza)
- Po polju, polju tschistomu (russisch По полю, полю чистому, wiss. Transliteration Po polju, polju čistomu)
- Ach ty, roschtschiza, roschtscha tjomnaja (russisch Ах ты, рощица, роща тёмная, wiss. Transliteration Ach ty, roščica, rošča tëmnaja)

## Publikationen
- „Русские песни Н. Цыганова“. Москва, В Типографии С.Селивановского, 1834 г. („Russische Lieder von N. Zyganow“. Moskau, Druckerei von S. Seliwanowski[5], 1834))